# Austrochaperina aquilonia
Austrochaperina aquilonia és una espècie de granota que viu a Papua Nova Guinea.